# Pseudopeplia
Pseudopeplia is een geslacht van vlinders van de familie prachtvlinders (Riodinidae), uit de onderfamilie Riodininae.

## Soorten
- P. dorilis (Bates, 1866)
- P. grande (Godman, 1903)
- P. ipsea Godman & Salvin, 1889
- P. mitha (Fauvel, 1862)
- P. rubigo (Bates, 1868)